# Slittovie del Sassolungo e di Costabella
La slittovia del Sassolungo e la slittovia di Costabella erano due impianti a fune, del tipo a slittovia, che collegavano Selva di Val Gardena (allora semplicemente "Selva"), in provincia di Bolzano, rispettivamente con il monte Ciampinoi e con Costabella (Schönblick). 

Erano gestite dalla Società Slittovie Gardena che forniva il servizio di risalita alle piste sciistiche della val Gardena.

## Storia
Entrambe le slittovie di Sassolungo e di Costabella furono inaugurate il 21 gennaio 1939 in occasione dell'apertura del 6º Convegno Nazionale della Federazione italiana sport invernali dall'allora presidente della stessa, l'onorevole Renato Ricci, e dal prefetto di Bolzano Giuseppe Mastromattei. Il giornale fascista "La Provincia di Bolzano" del 22-01-1939 definì l'impianto come "autentico gioiello della meccanica italiana".
Nel 1989 è stato inaugurato l'attuale impianto di risalita, del tipo a cabinovia con una capacità di 2400 passeggeri per ora.

## Tecnica
I passeggeri venivano trasportati da due vetture vincolate tra loro dalla fune traente che salivano e scendevano alternativamente analogamente a quanto accade nelle funicolari. Le vetture erano due grandi slitte in legno ed acciaio che scivolavano sul manto nevoso grazie a due coppie di pattini orientabili. Azionando questi ultimi tramite un volante di tipo automobilistico, i manovratori potevano intervenire sulla direzione per compensare le irregolarità della superficie e mantenere la vettura sul percorso.

### Slittovia del Sassolungo
L'impianto consentiva di superare in sette minuti e mezzo il dislivello di 600 metri percorrendo la distanza di 1200 metri tra la stazione di valle a Selva di Val Gardena e la stazione di monte a quota 2250m s.l.m. sul Ciampinoi, da dove partivano 20 percorsi per gli sciatori. La capacità era di 150 passeggeri per ora; in mancanza di neve non era in grado di funzionare e doveva essere chiuso.